# ميدالية داروين
تُمنح ميدالية داروين (بالإنجليزية: Darwin Medal)‏ من قبل الجمعية الملكية كل عام متناوب «للعمل المتميز المعترف به في مجال واسع من علم الأحياء الذي عمل فيه تشارلز داروين، لا سيما في التطور وعلم الأحياء السكاني وعلم الأحياء العضوية والتنوع البيولوجي». مُنحت لأول مرة في عام 1890، وتم إنشاؤها في ذكرى تشارلز داروين وتم منحها جائزة قدرها 2000 جنيه إسترليني (اعتبارًا من 2016).
منذ إنشائها ، تم منح الميدالية أكثر من 60 مرة ، ومن بين من حصل عليها، فرانسيس داروين (ابن تشارلز داروين)، واثنين من الأزواج ، جاك ويولاند هيسلوب هاريسون في عام 1982، وبيتر وروزماري غرانت في عام 2002. وقد تم منح الميدالية لأول مرة إلى ألفريد راسل والاس، عالم أحياء وطبيعي مشهور طور بشكل مستقل نظرية التطور عن طريق الانتقاء الطبيعي.

## قائمة الحاصلين على الميدالية
قائمة بالحائزين على ميدالية داروين:
| السنة | الحائز على الميدالية             | الحائز على الميدالية                                        | سبب إعطائه الميدالية |
| السنة | صورته                            | اسمه ومعلوماته                                              | سبب إعطائه الميدالية |
| ----- | -------------------------------- | ----------------------------------------------------------- | --- |
| 1890  |                                  | ألفرد راسل والاس (8 يناير 1823–7 نوفمبر 1913)               | لإسهاماته المستقلة لنظرية أصل الأنواع عن طريق الانتقاء الطبيعي. |
| 1892  |                                  | جوزيف دالتون هوكر (30 يونيو 1817–10 ديسمبر 1911)            | لمساهماته المهمة في تقدم علم النبات المنتظم ، كما يتضح من "جينيرا بلانتاروم" و "فلورا إنديكا" ؛ ولكن بشكل خاص بسبب علاقته الحميمة بالسيد داروين في الدراسات التمهيدية لـ "أصل الأنواع". |
| 1894  |                                  | توماس هنري هكسلي (4 مايو 1825–29 يونيو 1895)                | "لأبحاثه في علم التشريح المقارن ، ولا سيما علاقته الحميمة مع السيد داروين فيما يتعلق بـ" أصل الأنواع ". |
| 1896  |                                  | جيوفاني غراسي (27 مارس 1854–4 مايو 1925)                    | "لأبحاثه حول تاريخ حياة ومجتمعات أرضيات، والعلاقة التنموية بين يرقة نحيفة الرأس والأنقليس الشائع و الشيقات الأخرى." |
| 1898  |                                  | كارل بيرسون (27 مارس 1857–27 أبريل 1936)                    | لإسهاماته في العلاج الكمي للمشاكل البيولوجية. |
| 1900  |                                  | إرنست هيكل (16 فبراير 1834–9 أغسطس 1919)                    | "لعمله المستمر منذ فترة طويلة والمهم للغاية في علم الحيوان وكلها مستوحاة من روح الداروينية." |
| 1902  |                                  | فرانسيس غالتون (16 فبراير 1822–17 يناير 1911)               | لمساهماته العديدة في التوريث. وكتابه "التوريث العبقري [الإنجليزية]" وكتاب "الوراثة الطبيعية" (بالإنجليزية: Natural Inheritance)‏، وكتاباتٍ أخرى. |
| 1904  |                                  | وليام باتسون (8 أغسطس 1861–8 فبراير 1926)                   | "لمساهمته المهمة في نظرية التطور العضوي من خلال أبحاثه حول التباين والوراثة." |
| 1906  |                                  | هوغو دي فريس (16 فبراير 1848–21 مايو 1935)                  | "لأهمية استقصائته التجريبية في الوراثة والتنوع." |
| 1908  |                                  | أوغست وايزمان (17 يناير 1834–5 نوفمبر 1914)                 | لخدماته الميدانية البارزة لدعم منهجية التطور عن طريق الانتقاء الطبيعي |
| 1910  |                                  | رونالد تريمن (29 أكتوبر 1840–25 يوليو 1916)                 | "لأبحاثه الحيوية الميدانية في جنوب إفريقيا ، تم إجراء جزء كبير منها كنتيجة لمراسلات مع تشارلز داروين." |
| 1912  |                                  | فرنسيس داروين (16 أغسطس 1848–19 سبتمبر 1925)                | "لعمله الميدانية بالاشتراك مع تشارلز داروين ، وأبحاثه في فسيولوجيا الخضروات." |
| 1914  |                                  | إدوارد باجنال بولتون (27 يناير 1856–20 نوفمبر 1943)         | "لأبحاثه الميدانية في الوراثة". |
| 1916  |                                  | إيف ديلاج [الإنجليزية] (13 مايو 1854–7 أكتوبر 1920)         | "لأبحاثه الميدانية في علم الحيوان وعلم الأحياء." |
| 1918  |                                  | هنري فارفيلد أوزبورن (8 أغسطس 1857–6 نوفمبر 1935)           | "لأبحاثه القيمة في مورفولوجيا الفقاريات وعلم الأحياء القديمة." |
| 1920  |                                  | رولاند بيفن (28 مايو 1874–12 يوليو 1949)                    | " لعمله الميداني على المبادئ العلمية المطبقة على تربية النباتات." |
| 1922  |                                  | ريجينالد بانيت (20 يونيو 1875–3 يناير 1967)                 | "لأبحاثه في علم الوراثة." |
| 1924  |                                  | توماس مورغان (25 سبتمبر 1866–4 ديسمبر 1945)                 | "لعمله القيم في علم الحيوان وخاصة أبحاثه حول الوراثة وعلم الخلايا." |
| 1926  |                                  | دوكينفيلد هنري سكوت (28 نوفمبر 1854–29 يناير 1934)          | "لمساهماته في علم النباتات القديمة، لا سيما فيما يتعلق بفترة الفحم." |
| 1928  |                                  | ليونارد كوكايين (7 أبريل 1855–8 يوليو 1934)                 | "لتميز مساهماته في علم النبات الإيكولوجي." |
| 1930  |                                  | يوهانس شميدت (2 يناير 1877–21 فبراير 1933)                  | لعمله في الرحلات الأوقيانوغرافية الممتدة ؛ ودراساته الوراثية في الحيوانات والنباتات. |
| 1932  |                                  | كارل إريش كورنز (19 سبتمبر 1864–14 فبراير 1933)             | كواحد من ثلاثة مكتشفين مستقلين لأعمال مندل ؛ ولأبحاثه المتميزة في علم الوراثة. |
| 1934  |                                  | ألبرت سيوارد (9 أكتوبر 1863–11 أبريل 1941)                  | "تقديراً لعمله كعالم نباتات قديمة." |
| 1936  |                                  | إدغار جونسون ألين (6 أبريل 1866–7 ديسمبر 1942)              | "تقديراً لعمله المستمر منذ فترة طويلة من أجل النهوض بعلم الأحياء البحرية، ليس فقط من خلال أبحاثه الخاصة ولكن من خلال التأثير الكبير الذي مارسه على العديد من الاستقصائات في بليموث." |
| 1938  |                                  | فريدريك أوربن باور (4 نوفمبر 1855–11 أبريل 1948)            | "تقديراً لعمله المتميز في المجال الذي عمل فيه داروين نفسه." |
| 1940  |                                  | جيمس بيتر هيل (24 مايو 1954–21 فبراير 1873)                 | "لمساهماته في حل المشكلات التي تؤثر على العلاقات المتبادلة بين المجموعات الرئيسية للثدييات وعلى علم الوراثة العرقي، وهو موضوع كان تشارلز داروين نفسه مهتمًا به كثيرًا." |
| 1942  |                                  | دايفيد ميريديث سييريس واتسون (18 يونيو 1886– 23 يوليو 1973) | "تقديراً لأبحاثه حول الأسماك والبرمائيات البدائية التي زادت المعرفة حول تطور هذه المجموعات من الحيوانات." |
| 1944  |                                  | جون ستانلي جاردينر (24 يناير 1872–28 فبراير 1946)           | "تقديراً لعمله على الشعاب المرجانية والكائنات الحية المرتبطة بمثل هذه الموائل." |
| 1946  |                                  | دارسي وينتوورث طومسون (2 مايو 1860–21 يونيو 1948)           | "تقديراً لمساهماته البارزة في تطوير علم الأحياء." |
| 1948  |                                  | رونالد فيشر (17 فبراير 1890–29 يوليو 1962)                  | "تقديراً لمساهماته المتميزة في نظرية الانتقاء الطبيعي، ومفهوم المركب الجيني فيها، وتطور السيادة." |
| 1950  |                                  | فيليكس يوجين فريتش (26 أبريل 1879–2 مايو 1954)              | "لمساهماته المتميزة في دراسة علم الطحالب." |
| 1952  |                                  | جون هولدين (5 نوفمبر 1892–1 ديسمبر 1964)                    | "تقديراً لمباشرته المرحلة الحديثة من دراسة تطور السكان الأحياء." |
| 1954  |                                  | إدموند بريسكو فورد (23 أبريل 1901–2 يناير 1988)             | "تقديراً لمساهماته المتميزة في النظرية الجينية للتطور عن طريق الانتقاء الطبيعي ، لا سيما في الجماعات الطبيعية." |
| 1956  |                                  | جوليان هكسلي (22 يونيو 1887–14 فبراير 1975)                 | "تقديراً لمساهماته المتميزة في دراسة وتنظير نظرية التطور." |
| 1958  |                                  | جافين دي بير (1 نوفمبر 1899-21 يونيو 1972)                  | "تقديراً لمساهماته المتميزة في علم الأحياء التطوري." |
| 1960  |                                  | إدريد جون هنري كورنر (12 يناير 1906–14 سبتمبر 1996)         | "تقديراً لعمله النباتي المتميز والأصيل اللافت للنظر في الغابات الاستوائية." |
| 1962  |                                  | جورج جايلورد سيمبسون (16 يونيو 1902–6 أكتوبر 1984)          | "تقديراً لمساهماته المتميزة في نظرية التطور العامة ، القائمة على دراسة عميقة لعلم الحفريات ، وخاصة الفقاريات." |
| 1964  |                                  | كينيث ماذر (22 يونيو 1911 - 20 مارس 1990)                   | "تقديراً لمساهماته المتميزة في معرفة علم الخلايا وعلم الوراثة." |
| 1966  |                                  | هارولد مونرو فوكس (28 سبتمبر 1889 - 29 يناير 1967)          | "تقديراً لمساهماته المتميزة والواسعة في مجال علم الحيوان اللافقاري وفهمنا للظواهر البيولوجية العامة." |
| 1968  |                                  | موريس يونغ (9 ديسمبر 1899–17 مارس 1986)                     | "تقديراً لمساهماته العديدة المتميزة في علم الأحياء التطوري ، وخاصةً في مجال الرخويات." |
| 1970  |                                  | تشارلز سذرلاند إلتون (29 مارس 1900–1 مايو 1991)             | تقديراً للمفاهيم الأساسية التي ساهم بها في دراسة علم البيئة الحيوانية، والتي مع تأسيسه لمكتب السكان الحيوانات (بالإنجليزية: the Bureau of Animal Population)‏ ، كان لها تأثير دولي. |
| 1972  |                                  | ديفيد لامبرت لاك (16 يوليو 1910–12 مارس 1973)               | "تقديراً لمساهماته المتميزة والمتعددة في علم الطيور وفهمنا للآليات التطورية." |
| 1974  |                                  | فيليب ماكدونالد شيبارد (27 يوليو 1921–17 أكتوبر 1976)       | "تقديراً لعمله المتميز على التجمعات الطبيعية للفراشات ، ووصف وشرح عملية الانتقاء الطبيعي وإظهار الأساس الجيني الذي يعمل عليه الانتقاء." |
| 1976  |                                  | شارلوت أورباخ (14 مايو 1899–17 مارس 1994)                   | "تقديراً لاكتشافها ومواصلة العمل على الطفرات الكيميائية." |
| 1978  |                                  | جيدو بونتيكورفو (29 نوفمبر 1907–25 سبتمبر 1999)             | "تقديراً لاكتشافه إعادة التركيب الجسدي في الفطريات مما أدى إلى توضيح نوع مهم من التنوع الجيني." |
| 1980  |                                  | سيوال رايت (21 ديسمبر 1889–3 مارس 1988)                     | "تقديراً لمساهماته البارزة في علم الوراثة والنظرية التطورية." |
| 1982  |                                  | - جاك هيسلوب هاريسون (10 فبراير 1920-7 مايو 1998)           | "تقديراً لمساهماتهم الرئيسية في فسيولوجيا النبات بما في ذلك الدراسات الأساسية على النباتات آكلة الحشرات، تم إجراء الكثير من هذا البحث بشكل مشترك." |
| 1982  | - يولاند هيسلوب هاريسون          |                                                             | "تقديراً لمساهماتهم الرئيسية في فسيولوجيا النبات بما في ذلك الدراسات الأساسية على النباتات آكلة الحشرات، تم إجراء الكثير من هذا البحث بشكل مشترك." |
| 1984  |                                  | إرنست ماير (5 يوليو 1904–3 فبراير 2005)                     | تقديراً لمساهماته المتميزة في علم الأحياء التطوري. |
| 1986  |                                  | جون ماينارد سميث (6 يناير 1920–19 أبريل 2004)               | "تقديراً لنجاحه المتميز في الجمع بين الرياضيات وعلم الأحياء لتعزيز فهمنا للتطور ، ولا سيما تطور التكاثر الجنسي." |
| 1988  |                                  | دابليو دي هاملتون (1 أغسطس 1936–7 مارس 2000)                | تقديراً لعمله المتميز في نظرية التطور. تشمل مساهماته نظرية اصطفاء القرابة لحساب السلوك الإيثاري والإثبات النظري للصلة بين مقاومة الأمراض وتطور الجنس. |
| 1990  |                                  | جون لاندر هاربر (1 أغسطس 1936–7 مارس 2009)                  | "لأبحاثه حول علم الأحياء السكاني وتطور النباتات التي حسنت بشكل كبير فهم تكيف النباتات مع بيئتها." |
| 1992  |                                  | موتو كيمورا (13 نوفمبر 1924–13 نوفمبر 1994)                 | "متميز بعمله في التطور الجزيئي ، ولا سيما على دور الأحداث العشوائية في تحديد معدل التطور." |
| 1994  |                                  | بيتر أنتوني لورانس (23 يونيو 1941–)                         | "تقديراً لتحليله لتشكيل الأنماط أثناء تجزئة الحشرات ، ومساهمته في فهم كيفية تحديد العمليات الجينية للمعلومات المكانية." |
| 1996  |                                  | جون سالستون (27 مارس 1942–6 مارس 2018)                      | "تقديراً لقيادته في دراسة تحليل الجينوم مع إمكانية أن يكون له تأثير عميق على علم الأحياء برمته." |
| 1998  |                                  | - مايكل دينيس جيل (25 أغسطس 1943–18 يوليو 2009)             | "تقديراً لعملهم في تنظيم جينوم الحبوب وتطوره الذي أحدث ثورة في علم وراثة الحبوب من خلال إظهار أن الوراثة لجميع الحبوب المختلفة يمكن النظر إليها في إطار مشترك." |
| 1998  | - غراهام مور                     |                                                             | "تقديراً لعملهم في تنظيم جينوم الحبوب وتطوره الذي أحدث ثورة في علم وراثة الحبوب من خلال إظهار أن الوراثة لجميع الحبوب المختلفة يمكن النظر إليها في إطار مشترك." |
| 2000  |                                  | بريان تشارلزورث (29 أبريل 1945–)                            | تقديراً لعمله المتميز في الانتقاء حسب الهيكل العمري في التجمعات، وتوسيع النظرية لتشمل تطور الشيخوخة ، واختبار نظريات تراكم الطفرات وتعدد الأشكال ، وتطوير نماذج لتطور النظم الجينية ، بما في ذلك الجنس وإعادة التركيب ، وزواج الأقارب و التزاوج الخارجي ، والجنسين المنفصلين والكروموسومات الجنسية ، والعزل والحمض النووي المتكرر. |
| 2002  |                                  | - بيتر غرانت (26 أكتوبر 1936–)                              | لعملهم الأساسي في علم البيئة وتربية وتطور عصافير داروين في جزر غالاباغوس. أصبح هذا العمل المثال الكلاسيكي للتطور الدارويني في البرية. |
| 2002  | - روزماري غرانت (8 أكتوبر 1936–) |                                                             | لعملهم الأساسي في علم البيئة وتربية وتطور عصافير داروين في جزر غالاباغوس. أصبح هذا العمل المثال الكلاسيكي للتطور الدارويني في البرية. |
| 2004  |                                  | - إنريكو كوين (29 سبتمبر 1957–)                             | "لاكتشافاتهم الرائدة حول التحكم في نمو الأزهار. لقد جمعوا بين الأساليب الجزيئية والجينية للإجابة على بعض أسئلة داروين الرئيسية حول التباين الطبيعي لشكل الأزهار وتطور تطور الأزهار." |
| 2004  | - روزماري كاربنتر                |                                                             | "لاكتشافاتهم الرائدة حول التحكم في نمو الأزهار. لقد جمعوا بين الأساليب الجزيئية والجينية للإجابة على بعض أسئلة داروين الرئيسية حول التباين الطبيعي لشكل الأزهار وتطور تطور الأزهار." |
| 2006  |                                  | نيك بارتون ( 30 أغسطس 1955–)                                | "لمساهماته الرئيسية والواسعة في علم الأحياء التطوري ، الذي يتميز بتطبيق التحليل الرياضي المعقد ولكنه يركز على تطوير الفهم البيولوجي بدلاً من التفاصيل الرياضية." |
| 2008  |                                  | جيفري آلان باركر (24 مايو 1944–)                            | "لمساهمته على مدار حياته في أسس وتطوير علم البيئة السلوكية ، ولا سيما لفهم التكيفات التطورية وعواقبها على السكان الطبيعيين." |
| 2010  |                                  | بريان كامبل كلارك (24 يونيو 1932–27 فبراير 2014)            | "لمساهماته الأصيلة والمؤثرة في فهمنا للأساس الجيني للتطور." |
| 2012  |                                  | تيم كلوتون بروك (13 أغسطس 1946–)                            | "لعمله المتميز في تنوع المجتمعات الحيوانية وإثبات آثارها على تطور استراتيجيات التكاثر ، وعملية الانتقاء وديناميكيات السكان". |
| 2014  |                                  | جون ساذرلاند (24 يوليو 1962–)                               | "لروايته وعمله المقنع في كيمياء البريبايوتك ، ولا سيما حله للمشكلة المركزية لتخليق النيوكليوزيدات." |
| 2016  |                                  | كارولين دين ( 2 أبريل 1957–)                                | "لعملها الذي يتناول الأسئلة الأساسية في إدراك إشارات درجة الحرارة وكيف تلعب التعديلات في آليات الوراثة اللاجينية دورًا مهمًا في التكيف." |
| 2018  |                                  | بيل هيل (7 أغسطس 1940–)                                     | "لمساهمته في فهمنا لعلم الوراثة للسمات الكمية والاستجابة للاختيار" |
| 2019  |                                  | بيتر هولاند (17 أغسطس 1963–)                                | "لعمله مع العديد من الكائنات الحية والجينات التي توضح الجوانب الرئيسية لكيفية تأثير التغييرات في الجينوم على تطور نمو الحيوان" |
| 2020  |                                  | روبرت أنتوني مارتينسن (21 ديسمبر 1960–)                     | "لمساهماته البارزة في علم الوراثة وعلم التخلق ، بما في ذلك تحديد دور تدخل الحمض النووي الريبوزي في إيقاف الجينات الموروثة وفي عدم استقرار الجينوم في الخط الجرثومي." |
| 2021  |                                  | دولف شلوتر [الإنجليزية] (22 مايو 1955–)                     | "لمساهماته الرئيسية والأساسية لفهم كيفية نشأة الأنواع ، وتطور الإشعاعات التكيفية ، وظهور الأنماط الجغرافية للتنوع البيولوجي والحفاظ عليها." |